# Râul Chiuruțul Mic
Râul Chiuruțul Mic este un curs de apă, afluent al râului Mureș. 